# Маријус Јонеску
Маријус Виорел Јонеску (рум. Marius Viorel Ionescu; Крајова, 18. децембар 1984) је румунски атлетичар чија је специјалност трчање на дуге стазе, нарочито маратон.

## Каријера
Мариус Јонеску се атлетиком почео бавити у 11. години. Завршио је средњу спортску школу у Крајови, где је био у истој класи данас познати светских првакиња и олимпијских победница у мачевању Ане Марије Бранзе и Лоредане Дину.
У почетку каријере трчао је на дуге стазе од 1500 м, 3.000 м, 5.000 м, 10.000 м и полумаратона. На свом првом маратону у Ротердаму 2011. постигао је резултат који му је омогућио прве квалификације на Светско првенство 2011. у Тегу. На првенству био је 13. са новим личним рекордом 2:15:32. и нормом за одлазак у Лондон на Олимпијске игре 2012, где због стамачних проблема није успео да покаже праву вредност и заузима 26. место.

## Значајнији резултати
| Год.                 | Такмичење                         | Место                           | Пласман              | Дисциплинан              | Резултат             | Детаљи                                     |
| Представљао Румунију | Представљао Румунију              | Представљао Румунију            | Представљао Румунију | Представљао Румунију     | Представљао Румунију | Представљао Румунију                       |
| -------------------- | --------------------------------- | ------------------------------- | -------------------- | ------------------------ | -------------------- | ------------------------------------------ |
| 2003.                | Европско јуниорско првенство У-20 | Тампере, Финска                 |                      | 5000 м                   | 14:16,12             |                                            |
| 2003.                | Европско јуниорско првенство У-20 | Тампере, Финска                 |                      | 10,000 м                 | 29:40,41             |                                            |
| 2003.                | Европско првенство у кросу        | Единбург, Уједињено Краљевство  | 5.                   | јуниорска трка (6.595км) | 21:04                |                                            |
| 2003.                | Европско првенство у кросу        | Единбург, Уједињено Краљевство  |                      | јуниорска трка - екипно  | 31 бод               |                                            |
| 2005                 | Европско првенство У-23           | Ерфурт, Немачка                 | 4.                   | 5.000 м                  | 14:15,42             |                                            |
| 2005                 | Европско првенство У-23           | Ерфурт, Немачка                 |                      | 10.000 м                 | 29:34,2              |                                            |
| 2005                 | Универзијада                      | Измир, Турска                   | 18.                  | 10.000 м                 | 31:08,11             |                                            |
| 2007                 | Европско првенство у дворани      | Бирмингем, Уједињено Краљевство | 16.                  | 3.000 м                  | 8:06,02              |                                            |
| 2007                 | Универзијада                      | Бангкок, Тајланд                | 16.                  | 5.000 м                  | 14:40,19             |                                            |
| 2010                 | Европско првенство                | Барселона, Шпанија              | 21.                  | 10.000 м                 | 30:21,76             |                                            |
| 2011                 | Светско првенство                 | Тегу, Јужна Кореја              | 13.                  | Маратон                  | 2:15:32              | Архивирано на веб-сајту (23. октобар 2016) |
| 2012                 | Олимпијске игре                   | Лондон, Уједињено Краљевство    | 26.                  | Маратон                  | 2:16:28              |                                            |
| 2013                 | Светско првенство                 | Москва, Русија                  | 26.                  | Маратон                  | 2:18:31              | Архивирано на веб-сајту (22. октобар 2016) |
| 2014                 | Европско првенство                | Цирих, Швајцарска               | —                    | Маратон                  | НЗ                   |                                            |
| 2015                 | Диселдорфски маратон              | Диселдорф, Немачка              | 1.                   | Маратон                  | 2:13:19              |                                            |
| 2015                 | Светско првенство                 | Пекинг, Кина                    | —                    | Маратон                  | НЗ                   | [ мртва веза ]                             |
| 2016                 | Диселдорфски маратон              | Диселдорф, Немачка              | 2.                   | Маратон                  | 2:12:58              |                                            |
| 2016                 | Европско првенство                | Амстердам, Холандија            | 25.                  | Полумаратон              | 1:05:21              |                                            |
| 2016                 | Олимпијске игре                   | Лондон, Уједињено Краљевство    | 37.                  | Маратон                  | 2:16:28              |                                            |

## Лични рекорди
| Дисциплина      | Резултат | Место                | Датум      |
| --------------- | -------- | -------------------- | ---------- |
| 1.500 м         | 3:45.66  | Букурешт, Румунија   | 10.6.2006  |
| 1.500 м дворана | 3:53.99  | Букурешт, Румунија   | 10.2.2007  |
| 3.000 м         | 8:15.76  | Букурешт, Румунија   | 26.5.2007  |
| 3.000 м дворана | 8:06.02  | Бирмингем, УК        | 2.3.2007   |
| 5.000 м         | 13:54.21 | Будимпешта, Мађарска | 19.6.2010  |
| 10.000 м        | 28:54.83 | Бирмингем, УК        | 25.6.2010  |
| 10 км           | 29:51    | Њукасл, УК           | 13.7.2014  |
| 15 км           | 45:53    | Најмеген, Холандија  | 16.11.2008 |
| 10 миља         | 49:21    | Портсмут, УК ]       | 30.10.2011 |
| 20 км           | 1:01:10  | Алпен, Холандија     | 6.3.2016   |
| Полумаратон     | 1:03:20  | Венло, Холандија     | 21.3.2010  |
| Маратон         | 2:13:00  | Диселдорф, Немачка   | 24.4.2016  |